# Talons aiguilles et bottes de paille
Talons aiguilles et bottes de paille est une série télévisée dramatique française créée par Emmanuel Bezier et diffusée du 2 juillet 2012 au 3 août 2012 sur France 2.

## Synopsis
Quatre femmes que tout sépare héritent d'un domaine près de l’océan. Afin de toucher l’héritage, elles devront travailler ensemble dans l’exploitation agricole du domaine… Ne se sentant pas l’âme paysanne, elles décident de transformer une partie de l’activité en spa. Outre la difficulté de s'accommoder les unes aux autres et d’empêcher leurs passés respectifs de leur mettre des bâtons dans les roues, elles découvriront qu’un mystère angoissant plane sur le nouveau « Salon des Dunes »…

## Distribution principale
- Julie de Bona : Vanessa
- Mathilde Lebrequier : Stéphanie
- Nathalie Besançon : Alice
- Juliette Dol : Noée / « Camille »
- Frédéric Anscombre : Fabien
- Guillaume Carcaud : Luc
- Nassim Si Ahmed : Elliott

## Acteurs secondaires
- Lauriane Sire : Charlotte
- Julien Sabatié Ancora : Paul (à partir de l'épisode 10)
- Chantal Ravalec : Jeanne
- Stéphane Blancafort : Mathias Hernandez (à partir de l'épisode 23)
- Fabien Bassot : Thierry

## Autour de la série
- Cette série est produite par les créateurs de Cœur Océan. Cette série faisait partie des deux nouvelles séries lancées durant l'été 2012, avec Lignes de vie, qui avaient pour objectif de cibler un public plus adulte en remplaçant les séries estivales destinées à la jeunesse : Foudre et Cœur Océan dans la case quotidienne matinale de France 2[3].
- La série a été tournée dans la région de Bordeaux, du 9 avril au 20 juin 2012[4].
- Le budget par épisode est de 100 000 euros[4]

## Audiences
- Le premier épisode a rassemblé 300 000 téléspectateurs, soit 7,3 % de part d'audience[5].
- La série a rassemblé environ 236 000 téléspectateurs, durant la semaine du 16 au 21 juillet, soit 5,2% de part d'audience[6], soit un score inférieur aux séries jeunesses diffusées l'été précédent.
- Le 10 septembre 2012, France 2 annonce que la série ne connaîtra pas de seconde saison, la chaîne met également fin aux séries estivales en matinée[7].
 À partir de l'été 2013, la case des séries estivales est dédiée à des rediffusions de la série Le Jour où tout a basculé[8], puis à des fictions américaines.